# شامپانزه غربی
شامپانزه غربی یا شامپانزه غرب آفریقا زیرگونه ای از شامپانزه می‌باشد. زیستگاه این گونه غرب آفریقا و عمدتاً در کشورهای ساحل عاج و گینه پراکندگی دارد.